# St. Francis (Minnesota)
St. Francis – miasto w Stanach Zjednoczonych, w stanie Minnesota, w hrabstwie Anoka.